# Hans Gustav Röhr
Hans Gustav Röhr (Uerdingen, Krefeld, 10 de fevereiro de 1895 — Koblenz, 10 de agosto de 1937) foi um construtor de automóveis alemão.
Fundou em 1926 uma marca de automóveis que levou seu nome, tendo porém fracassado como industrial. Foi depois construtor chefe da Adler, onde construiu o conhecido Adler Trumpf. Em 1935 foi admitido como diretor técnico da Daimler-Benz. Em agosto de 1937 contraiu pneumonia após uma viagem em um conversível, o que lhe custou a vida.